# هنري تام
هنري تام (بالإنجليزية: Henry Tam) هو لاعب كرة الريشة نيوزلندي، ولد في 24 يونيو 1988 في هونغ كونغ في الصين.

## وصلات خارجية
- هنري تام على موقع BWF.tournamentsoftware.com (الإنجليزية)
- هنري تام على موقع BWFbadminton.com (الإنجليزية)
- هنري تام على موقع اللجنة الأولمبية النيوزيلندية (الإنجليزية)
- هنري تام على موقع اتحاد ألعاب الكومنولث (مؤرشف) (الإنجليزية)